# Barbara Knorn

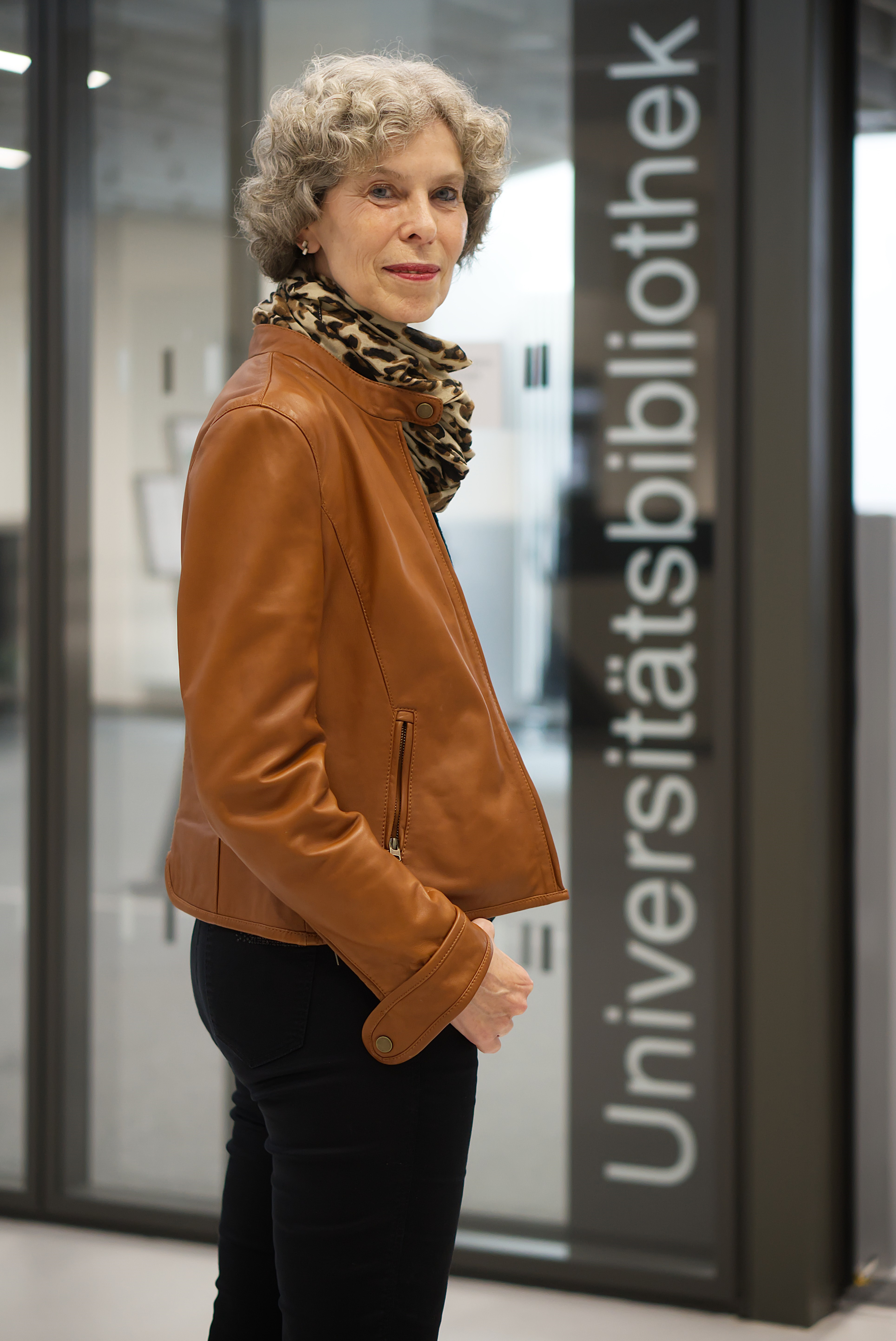
Barbara Knorn, 2025

Barbara Knorn (* 15. Februar 1964 in Hildesheim) ist eine deutsche Soziologin und Bibliothekarin. Sie ist seit 2013 Direktorin der Universitätsbibliothek Bielefeld.

## Leben und Wirken
Knorn studierte Soziologie und Germanistik an der Universität Hannover und arbeitete von 1985 bis 1998 in der Technischen Informationsbibliothek Hannover als Mitarbeiterin in der Ostasienabteilung. Ihr Referendariat absolvierte sie an der Gottfried Wilhelm Leibniz Bibliothek in Hannover.
Seit 2000 ist Knorn Mitarbeiterin in der Universitätsbibliothek Bielefeld. Sie koordinierte zunächst den Projektbereich und war u. a. zuständig für den Internetauftritt der Bibliothek und Fachreferentin für Wirtschaftswissenschaften und Geowissenschaften. Ab 2004 leitete Knorn den Benutzungsbereich der Universitätsbibliothek Bielefeld. Seit 2013 ist sie Direktorin. Mit der Strategie und deren Umsetzung „UB 2025 – Zukunftsstrategie der Universitätsbibliothek Bielefeld“ wurden mit Knorn neue Schwerpunkte für die Bielefelder Universitätsbibliothek gesetzt.
Zudem bildete für Knorn das Thema Bauen eine besondere Relevanz. Im Kontext der Sanierung der Universität Bielefeld erfolgte in den Jahren 2013/2014 die Inbetriebnahme der Bibliothek im Gebäude X (2014) sowie in den Jahren 2024/2025 die Inbetriebnahme des modernisierten ersten Bauabschnitts im Universitätshauptgebäude.
Barbara Knorn ist verheiratet und lebt in Bielefeld.

## Gremienarbeit
- 2016–2022: Mitglied des Hauptausschusses in der Deutschen Initiative für Netzwerkinformation (DINI)
- 2020–2022 Mitglied im Vorstand in der Deutschen Initiative für Netzwerkinformation (DINI)[5]
- 2021–2023: Vorstandsmitglied der Arbeitsgemeinschaft der Universitätsbibliotheken (AGUB) im Verband der Bibliotheken des Landes Nordrhein-Westfalen (vbnw)[6]
- seit 2017: DFG-Kommissionsarbeit und DFG-Gutachterin

## Publikationen (Auswahl)
- mit Gudrun Oevel: Digitalisierung, Prozessorientierung und strategische Ausrichtung von zentralen Betriebseinheiten – Die Entwicklung von Bibliothek und Rechenzentrum am Beispiel von zwei konkreten Einrichtungen. Bibliothek - Forschung und Praxis, 46(2), 2022, 253–260. https://doi.org/10.1515/bfp-2022-0015
- Fragen an Barbara Knorn. In J.  Grau & L.  Plöger (Eds.), Aufbruch und Begrenzung : 50 Jahre Universität Bielefeld als sich öffnender Raum für Frauen (pp. 99–100; 146). Bielefeld 2019.
- Uni Bielefeld: Zehn Jahre FDM - Gründung eines Kompetenzzentrums 2018. ProLibris, 23(2), 2018, 54–57.
- Strategieprozess der Universitätsbibliothek Bielefeld und seine Folgen. ProLibris, 22(3), 2017, 114–117.
- Nachruf auf Dr. Harro Heim (1919–2016). Direktor der Universitätsbibliothek Bielefeld 1968–1984: Leidenschaft für Bielefeld. O-Bib.  Das Offene Bibliotheksjournal, 3(4), 2016, 347–349. https://doi.org/10.5282/O-BIB/2016H4S347-349
- mit Doris Köhler & Friedrich Summann: Revisionstool – Einsatz und Einführung im Echtbetrieb in der Universitätsbibliothek Bielefeld. B.I.T.online, 15(5), 2012, 465–471.